# 赤田光男
赤田 光男（あかた みつお、1943年（昭和18年）9月18日 -  2021年（令和3年）7月15日 ）は、日本の民俗学者。帝塚山大学名誉教授。主な研究テーマは歴史民俗学、宗教民族学。

## 来歴
福岡県生まれ。1967年同志社大学文学部文化学科文化史学専攻卒業、1973年同大学院文学研究科文化史学専攻博士課程後期単位取得退学。1995年、「日本村落信仰論」で博士（文学）（佛教大学）。1976年帝塚山短期大学専任講師、77年助教授、82年教授。2000年帝塚山大学人文学部教授。2014年名誉教授。2021年7月15日、間質性肺炎のため死去。享年79歳。

## 著書

### 単著
- 『祭儀習俗の研究』弘文堂〈日本民俗学研究叢書〉、1980年4月。ISBN 9784335570254。
- 『祖霊信仰と他界観』人文書院、1986年4月。ISBN 9784409540183。
- 『家の伝承と先祖観』人文書院、1988年4月。ISBN 9784409540213。
- 『日本村落信仰論』雄山閣出版、1995年3月。ISBN 9784639012771。
- 『ウサギの日本文化史』世界思想社〈Sekaishiso seminar〉、1997年3月。ISBN 9784790706458。
- 『精霊信仰と儀礼の民俗研究 アニミズムの宗教社会』帝塚山大学出版会、2007年3月。ISBN 9784925247023。
- 『中世大和の仏教民俗信仰』帝塚山大学出版会、2014年3月。ISBN 9784925247221。
- 『中世都市の歳時記と宗教民俗』法藏館、2020年11月。ISBN 9784831862976。

### 編集
- 『祖霊信仰』雄山閣出版〈民衆宗教史叢書 第26巻〉、1991年11月。ISBN 9784639010708。

### 共著
- 赤田光男、天野武、野口武徳、福田晃、福田アジオ、宮田登、山路興造『日本民俗学』弘文堂〈弘文堂入門双書〉、1984年3月。ISBN 9784335570292。

### 共編
- 福田アジオ・赤田光男編集 編『社会の民俗』雄山閣出版〈講座日本の民俗学 3〉、1997年2月。ISBN 9784639014287。
- 赤田光男、小松和彦編集 編『神と霊魂の民俗』雄山閣出版〈講座日本の民俗学 7〉、1997年7月。ISBN 9784639014553。
- 赤田光男・福田アジオ編集 編『時間の民俗』雄山閣出版〈講座日本の民俗学 6〉、1998年4月。ISBN 9784639015277。
- 赤田光男・福田アジオ編集 編『民俗学の方法』雄山閣出版〈講座日本の民俗学 1〉、1998年11月。ISBN 9784639015659。
- 香月洋一郎、赤田光男編集 編『民俗研究の課題』雄山閣出版〈講座日本の民俗学 10〉、2000年4月。ISBN 9784639016472。
- 五来重 著、赤田光男・伊藤唯真・小松和彦・鈴木昭英・福田晃・藤井正雄・宮家準・山路興造編集委員 編『五来重著作集』 第1巻-第12巻・別巻、法藏館、2007年10月-2009年12月。

## 論文
- 国立情報学研究所収録論文 国立情報学研究所